# Platybelone argalus
Platybelone argalus, conosciuto comunemente come aguglia carenata (G.U. della Repubblica Italiana 2ª Serie speciale - n. 73 del 16-09-2021), è un pesce d'acqua salata appartenente alla famiglia Belonidae.

## Distribuzione e habitat
È presente nei mari tropicali di tutto il mondo, distinguendosi in numerose sottospecie da un areale all'altro. Le sottospecie riconosciute sono 7 e per alcune di loro è stato anche proposto l'elevamento a specie:
- Platybelone argalus annobonensis (Collette & Parin, 1970)
- Platybelone argalus argalus (Lesueur, 1821)
- Platybelone argalus lovii (Günther, 1866)
- Platybelone argalus platura (Rüppell, 1837)
- Platybelone argalus platyura (E. T. Bennett, 1832)
- Platybelone argalus pterura (R. C. Osburn & Nichols, 1916)
- Platybelone argalus trachura (Valenciennes, 1846)

Attualmente la validità di tale suddivisione è discussa dalla comunità scientifica.
Il suo habitat tipico si trova sul margine esterno del reef, ed è perciò molto comune vicino alla costa e nei pressi delle isole oceaniche; raramente lo si incontra in mare aperto. È molto superficiale e non si spinge oltre i 5 metri di profondità.

## Descrizione
La fisionomia è simile a quella dell'aguglia comune, da cui però si distingue per la differente proporzione tra corpo e becco (quasi 1/3 della lunghezza totale), la maggiore lunghezza della mascella inferiore rispetto a quella superiore, e la presenza sul peduncolo caudale di larghi appiattimenti laterali che costituiscono la caratteristica "carenatura" della specie. La livrea è argentea molto brillante, attraversata dalla testa alla coda dalla vistosa linea laterale.
L'adulto raggiunge una lunghezza media di 35 cm, per un massimo di 50 cm.

## Alimentazione
Si nutre principalmente di piccoli pesci, per la cui cattura si avvale del lungo becco munito di decine di minuscoli denti appuntiti.

## Riproduzione
È oviparo; depone le sue uova facendole aderire ad oggetti galleggianti grazie ai viticci adesivi di cui sono fornite.

## Pesca
La specie è commestibile e pescata localmente per l'autoconsumo.